# Sapfisk vers
Et Sapfisk vers er en versform på:
a a a b.
Der er ikke her tale om enderim, men om verslængder.
Versformen er opkaldt efter Sapfo af Lesbos, der bl.a. skrev (i dansk oversættelse):
"Gudernes lige synes jeg han må være ,
som kan sidde over for dig og lytte
til din stemmes dejlige klang og til din
Pirrende latter"
(Fragment 31)
Senere digtere har benyttet formen bl.a. Adam Oehlenschläger.